# 朝鲜薹草
朝鲜薹草（学名：[Carex dickinsii] 错误：{{Lang}}：文本有斜体标记（帮助））是莎草科薹草属的植物。分布于日本、朝鲜以及中国大陆的福建等地，生长于海拔1,100米的地区，多生长在山谷沟边、林下及沼泽地，目前尚未由人工引种栽培。